# Mimudea
Mimudea är ett släkte av fjärilar. Mimudea ingår i familjen Crambidae.

## Dottertaxa tillMimudea, i alfabetisk ordning[1]
- Mimudea ablactalis
- Mimudea achroa
- Mimudea acutalis
- Mimudea aenealis
- Mimudea affinialis
- Mimudea africalis
- Mimudea aksualis
- Mimudea albidalis
- Mimudea albifimbrialis
- Mimudea albiflua
- Mimudea albifuscalis
- Mimudea albiluna
- Mimudea albipennis
- Mimudea amitina
- Mimudea anthocosma
- Mimudea antigastridia
- Mimudea antinephes
- Mimudea arabescalis
- Mimudea arcticalis
- Mimudea arenacea
- Mimudea assutalis
- Mimudea asychanalis
- Mimudea auratalis
- Mimudea autoclesalis
- Mimudea batchelorella
- Mimudea berthalis
- Mimudea bifossata
- Mimudea bipunctalis
- Mimudea bogotalis
- Mimudea bogotanellus
- Mimudea borboraula
- Mimudea bostralis
- Mimudea bractealis
- Mimudea brevialis
- Mimudea brunnealis
- Mimudea brunneicilialis
- Mimudea bryophilalis
- Mimudea caecigena
- Mimudea carbonifusalis
- Mimudea catilualis
- Mimudea cervinalis
- Mimudea chalcitalis
- Mimudea chalcochlora
- Mimudea cinerea
- Mimudea cirrhopis
- Mimudea clarescens
- Mimudea clavifera
- Mimudea concisalis
- Mimudea confinalis
- Mimudea conisanalis
- Mimudea conistolalis
- Mimudea conquisitalis
- Mimudea contentalis
- Mimudea costiplaga
- Mimudea crambialis
- Mimudea crocealis
- Mimudea cyanalis
- Mimudea decetialis
- Mimudea decrepitalis
- Mimudea defectalis
- Mimudea deidamialis
- Mimudea delineatalis
- Mimudea desistalis
- Mimudea detersalis
- Mimudea dicealis
- Mimudea dichorda
- Mimudea diopsalis
- Mimudea dispunctalis
- Mimudea distictalis
- Mimudea dithyralis
- Mimudea divisalis
- Mimudea ectophaealis
- Mimudea ectoxanthia
- Mimudea elutalis
- Mimudea endotrichialis
- Mimudea epanthisma
- Mimudea epiphoenicealis
- Mimudea etialis
- Mimudea exalbalis
- Mimudea eximialis
- Mimudea explicalis
- Mimudea extenualis
- Mimudea facitalis
- Mimudea ferraralis
- Mimudea ferrealis
- Mimudea ferruginealis
- Mimudea flavicilialis
- Mimudea flavinotata
- Mimudea flavipartalis
- Mimudea flavofimbriata
- Mimudea forficalis
- Mimudea fovifera
- Mimudea fracidalis
- Mimudea fulcrialis
- Mimudea fumipennis
- Mimudea fuscipalpalis
- Mimudea fuscizonalis
- Mimudea fuscocilialis
- Mimudea fusculalis
- Mimudea gavisalis
- Mimudea gigantalis
- Mimudea glaucostigmalis
- Mimudea gracilis
- Mimudea graecalis
- Mimudea griseocilialis
- Mimudea haematalis
- Mimudea helviusalis
- Mimudea holoxuthalis
- Mimudea hyalactis
- Mimudea hyalopunctalis
- Mimudea ialis
- Mimudea ignitalis
- Mimudea illineatalis
- Mimudea illutalis
- Mimudea imitans
- Mimudea impunctalis
- Mimudea impuralis
- Mimudea incertalis
- Mimudea inclusalis
- Mimudea indistincta
- Mimudea infuscalis
- Mimudea ingentalis
- Mimudea inhospitalis
- Mimudea insiola
- Mimudea institalis
- Mimudea institialis
- Mimudea integralis
- Mimudea internexalis
- Mimudea iospora
- Mimudea itylusalis
- Mimudea jansenis
- Mimudea karagaialis
- Mimudea khorassanalis
- Mimudea lagunalis
- Mimudea languidalis
- Mimudea latipennalis
- Mimudea leptidalis
- Mimudea leptorrhapta
- Mimudea leucanalis
- Mimudea leucoalis
- Mimudea leucocraspia
- Mimudea leucopeplalis
- Mimudea leucostictalis
- Mimudea leucotypa
- Mimudea leucura
- Mimudea lienpingialis
- Mimudea lividalis
- Mimudea lobibasalis
- Mimudea lolatialis
- Mimudea lolotialis
- Mimudea longalis
- Mimudea longipalpalis
- Mimudea lugubralis
- Mimudea luniferalis
- Mimudea lutealis
- Mimudea lysanderalis
- Mimudea mandronalis
- Mimudea marginescripatalis
- Mimudea melanephra
- Mimudea melanosticta
- Mimudea melanostictalis
- Mimudea melastictalis
- Mimudea mendicalis
- Mimudea mesophaealis
- Mimudea minnehaha
- Mimudea minoralis
- Mimudea misturalis
- Mimudea mitis
- Mimudea mnesigramma
- Mimudea monophaes
- Mimudea monospila
- Mimudea montanalis
- Mimudea montensis
- Mimudea muscosalis
- Mimudea myopictalis
- Mimudea nea
- Mimudea nebulalis
- Mimudea nerissalis
- Mimudea nigerrimaculata
- Mimudea nigribasalis
- Mimudea nigrifimbrialis
- Mimudea nigrostigmalis
- Mimudea nocmonalis
- Mimudea nomophilodes
- Mimudea nordmani
- Mimudea notalis
- Mimudea nugalis
- Mimudea obealis
- Mimudea obscura
- Mimudea obvialis
- Mimudea ochrealis
- Mimudea ochropera
- Mimudea octonalis
- Mimudea olivalis
- Mimudea orbitalis
- Mimudea pactolina
- Mimudea pallidalis
- Mimudea pallidifimbria
- Mimudea paolinealis
- Mimudea pascualis
- Mimudea pectinalis
- Mimudea perfervidalis
- Mimudea permixtalis
- Mimudea phaealis
- Mimudea phaeochysis
- Mimudea phialusalis
- Mimudea phoenicistis
- Mimudea piperitalis
- Mimudea placens
- Mimudea planalis
- Mimudea plinthinalis
- Mimudea poasalis
- Mimudea poliosticta
- Mimudea poliostolalis
- Mimudea praepandalis
- Mimudea pratalis
- Mimudea prolausalis
- Mimudea psarochroa
- Mimudea pseudocrocealis
- Mimudea pulverulenta
- Mimudea punctiferalis
- Mimudea puralis
- Mimudea pyraustiformis
- Mimudea pyrographa
- Mimudea renalis
- Mimudea rhexialis
- Mimudea rhodochrysa
- Mimudea rocinalis
- Mimudea rosinalis
- Mimudea rubritactalis
- Mimudea rubritinctalis
- Mimudea russispersalis
- Mimudea sabulosalis
- Mimudea schaeferi
- Mimudea schenklingi
- Mimudea scitalis
- Mimudea scoparialis
- Mimudea scorialis
- Mimudea secticostalis
- Mimudea selenographa
- Mimudea seriopunctalis
- Mimudea signatalis
- Mimudea silvalis
- Mimudea sobrinalis
- Mimudea sodalis
- Mimudea squalidalis
- Mimudea squamalis
- Mimudea squamosa
- Mimudea stachydalis
- Mimudea stahuljaki
- Mimudea staiusalis
- Mimudea sthennymalis
- Mimudea stigmatalis
- Mimudea subochracealis
- Mimudea subochralis
- Mimudea subplanalis
- Mimudea subrosea
- Mimudea suralis
- Mimudea sylvialis
- Mimudea tessellalis
- Mimudea thalalis
- Mimudea thyalis
- Mimudea tisiasalis
- Mimudea triguttata
- Mimudea trilampas
- Mimudea tripartalis
- Mimudea tristigmalis
- Mimudea tritalis
- Mimudea umbralis
- Mimudea umbriferalis
- Mimudea vicarialis
- Mimudea viridalis
- Mimudea xanthocrossa
- Mimudea xanthographa
- Mimudea zonalis